# Wyochernes asiaticus
Espèce
Synonymes
- Chelifer asiaticus Redikorzev, 1922
- Allochernes asiaticus nepalensis Morikawa, 1968
- Wyochernes arcticus Muchmore, 1990

Wyochernes asiaticus est une espèce de pseudoscorpions de la famille des Chernetidae.

## Distribution
Cette espèce se rencontre en Chine, au Kirghizistan, au Népal, en Mongolie, en Russie et au Canada. Elle

## Liste des sous-espèces
Selon Pseudoscorpions of the World (version 3.0) :
- Wyochernes asiaticus asiaticus (Redikorzev, 1922)
- Wyochernes asiaticus nepalensis (Morikawa, 1968) du Népal

## Publications originales
- Redikorzev, 1922 : Pseudoscorpions nouveaux. II. Ezhegodnik Zoologicheskago Muzeya, vol. 23, p. 257-272.
- Morikawa, 1968 : On some pseudoscorpions from Rolwaling Himal. Journal of the College of Arts and Sciences Chiba University, vol. 2, no 5, p. 259-263.